# La Barre-de-Semilly
 La Barre-de-Semilly  là một xã thuộc tỉnh Manche trong vùng Normandie tây bắc nước Pháp. Xã này nằm ở khu vực có độ cao trung bình 155 mét trên mực nước biển.